# Comédie musicale (roman, 2015)
 (avril 2020).
Pour les articles homonymes, voir Comédie musicale (homonymie).
Comédie musicale est un roman de Sophie Bassignac publié en 2015.

## Cadre
Paris, années  2010, avec internet et  téléphone portable.
L’essentiel se déroule une deuxième quinzaine de décembre, avec l’approche de Noël, le sapin à décorer, la neige, les deux réveillons, dans et autour de l’appartement des Valette, occupé depuis trois ans par les petits-enfants.

## Personnages principaux
Le duo bordélique se compose de deux cousins, nostalgiques d’anciens jeux interdits évanouis, durablement insoutenables.
Max, environ 30 ans, accessoiriste de théâtre, collectionneur de brocante, perfectionniste, participant au projet du futur film court-métrage (de Pascal Bréguet), agité, hyperactif, tics et tocs (gestes insensés, son allure de fille et sa gestuelle de garçon), surdoué, anémié, cocaïnomane, agoraphobe, repris par la folie familiale, avec des obsessions secrètes et pernicieuses, enfin séparé de son psy Klein, tagueur fou nocturne, irrésistible pour toutes les femmes, dont Natacha, la costumière de Bréguet. 
Raphaël, 30 ans, bricoleur tout terrain, pantin désarticulé, délicatesse intelligente, silence d’autiste, sourire paisible, abonné au square, secret, absent, évanescent, rêveur, troublant.
Leur récente colocataire est une cousine lointaine, Louise Brouillard, provinciale (village, Bordeaux), 20-25 ans, nouvelle arrivée à Paris, désormais insomniaque, admiratrice de Rita Hayworth dans Gilda, grande consommatrice nocturne (se shoote) de films américains de ces années-là, grâce à sa tante cinéphile, qui lui a légué tous ses films, courant les castings de publicité, amoureuse de Max, proche de Raphaël, colocataire s’habituant progressivement aux rites de l’appartement. La midinette sortie de nulle part est un bref instant rattrapée par son ancien ami, Damien Grandhomme, pianiste de concert, presque renommé, talentueux mais…
Cécile, la voisine de l’étage en-dessous, (la vieille du dessous), un temps allergique puis enthousiaste de ces dérangeurs du dessus, quinquagénaire avancée, belle chevelure auburn, professeur d’université en littérature anglaise, 30 ans d’enseignement dans une université parisienne, célibataire de longtemps (par défaut), depuis la mort de son Alexandre Dietbach, mort trop jeune. Déjà alcoolique, vite bourrée (gin, Pauillac), elle cherche à fuir le chaos.

## Autres personnages
Les mères des cousins, les deux sœurs Valette, jumelles, mères, sosies, Marie-Ange et Françoise, anciennes couturières et costumières de cinéma et de théâtre. Les roulés-boulés sont alternativement adorables chez elles et ailleurs infréquentables. Elles apparaissent pour leur visite régulière à l'appartement, pour contrôler et ici pour le repas à l’osso bucco, où elles annoncent avoir décidé de vendre l’appartement.
Eva, la nouvelle cliente de Raphaël, bourge qui l'a chargé de restaurer un tableau, quadragénaire, finlandaise, mère de deux enfants aussi pâles qu’elle, épouse d’un milliardaire soupçonné d’évasion fiscale puis inculpé. Elle fuit sa situation, se réfugie dans l'appartement Valette, objet précieux et précieusement absurde, en suspens. Une semaine au contact de cette autre vie transforme la sienne, et elle se découvre nostalgique de la Finlande et de Jeremias Nummi.
Les autres personnages sont des utilités, dont Nadège, la postière gauchère, Dominique Fouché, l’agent immobilier de l’agence Tupin, les collègues...

## Intrigue
Après le dernier cours à l’université, Cécile va au cocktail de fin d’année du recteur, rencontre alcoolisée Charles Danglars, 59 ans.
Elle quitte Paris pour l’habituel réveillon londonien auprès de son frère, auteur de romans policiers sans talent sous le pseudonyme de James McRee, avec leur mère Edmonda, très diminuée.
L’arrivée d’Eva à l'appartement Valette provoque quelques désagréments, dont une surveillance, la fuite précipitée de Max, Raphaël, Louise et Eva au Havre, pour un réveillon d’exilés et une visite guidée et la ville.
Malgré tout, un réveillon costumé du 31 décembre s’organise dans l’appartement Valette. Ou plutôt s’improvise de manière formidable… 
Un mois plus tard, Louise inaugure son spectacle à la Gilda.